# 卡拉博縣

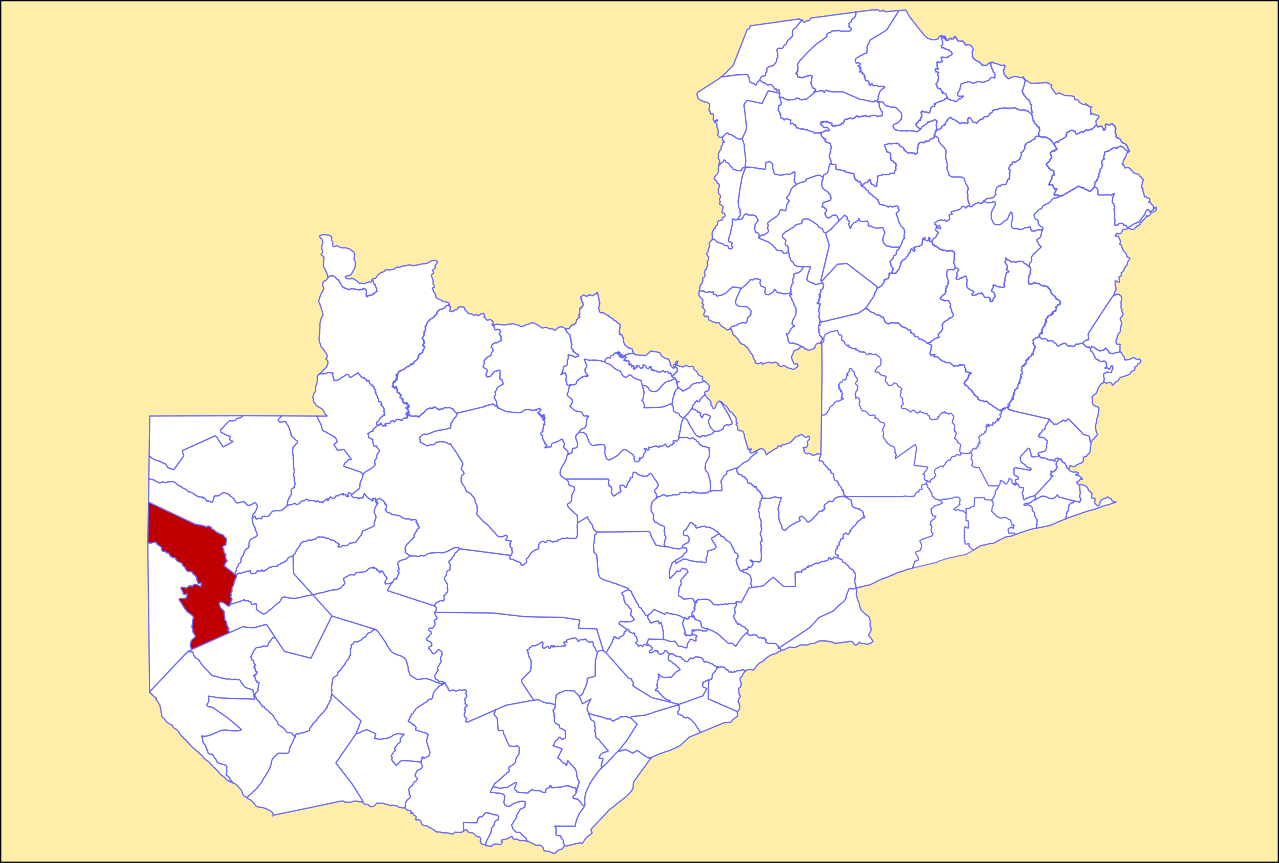

15°00′S 22°30′E / 15.000°S 22.500°E
卡拉博縣（英語：Kalabo District），是贊比亞的縣份，位於該國西部，由西方省負責管轄，首府設於卡拉博，面積17,526平方公里，2010年人口128,904，人口密度每平方公里7.4人。